# Giuseppe Saverio Poli

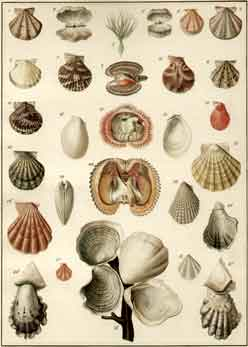
Plaat uit het werk Testacea Utriusque Siciliae eorumque historia et anatome tabulis aeneis van Poli

Giuseppe Saverio Poli (Molfetta, 26 oktober 1746 - Napels, 7 april 1825) was een Italiaans natuurkundige en bioloog. Hij was Ridder in de Militaire Orde van Sint-Joris van de Wedervereniging.

## Werken
- La formazione del tuono, della folgore, e di varie altre meteore, spiegata giusta le idee del signor Franklin, Campo, Napels, 1772
- Riflessioni intorno agli effetti di alcuni fulmini, Campo, Napels, 1773
- Lezioni di geografia e di storia militare, 2 vol., Di Simone, Napels, 1774-1776
- Testacea utriusque Siciliane eorumque istoria et anatome tabulis aeneis, 3 vol., 1791-1827
- Elementi di fisica sperimentale, 6 vol., Stella, Venetië, 1793-1794
- Memoria sul tremuoto de' 26 luglio del corrente anno 1805, Orsino, Napels, 1806
- Breve saggio sulla calamita e sulla sua virtù medicinale, Stamperia Reale, Palermo, 1811